# حاطب بن أبي بلتعة
حاطب بن أبي بلتعة اللخمي صحابي بدري، أسلم وهاجر إلى المدينة المنورة، وشارك مع النبي محمد ﷺ في غزواته كلها، وكان رسوله إلى المقوقس عظيم مصر.

## سيرته
كان حاطب بن أبي بلتعة بن عمرو بن عمير بن سلمة اللخمي حليفًا لبني أسد بن عبد العزى في الجاهلية، وقيل كان مولى لعبيد الله بن حميد بن زهير بن الحارث بن أسد بن عبد العزى، فكاتبه. كان حاطب يمتهن تجارة الطعام، كما كان على قدر من الغنى وله عبيد. أسلم حاطب وهاجر إلى يثرب مع سعد بن خولي مولى حاطب، فنزلا على المنذر بن محمد بن عقبة، وآخى النبي ﷺ بينه وبين رخيلة بن خالد.
وشهد مع النبي محمد غزواته كلها، وكان فيها من الرماة المعدودين. كما شهد حاطب صلح الحديبية، وكان رسول النبي محمد ﷺ إلى المقوقس عظيم القبط، سنة 6 هـ الذي بعث معه مارية القبطية وأختها سيرين هدية للنبي ﷺ. وقبل فتح مكة، بعث حاطب إلى أهل مكة رسالة يحذّرهم من هجوم المسلمين عليهم مع امرأة. دعا النبي ﷺ علي بن أبي طالب والزبير بن العوام، وقال لهما: «انطلقا حتى تدركا امرأة معها كتاب، فائتياني به»، فلقياها، وطلبا منها الرسالة، وهدّداها حتى رضخت وأخرجت الرسالة من بين شعرها. فدعا النبي ﷺ حاطبًا ليواجهه بالأمر، فاعترف. فسأله النبي ﷺ: «ما حملك؟»، فقال: «كان بمكة قرابتي وولدي، وكنت غريبًا فيكم معشر قريش»، فقال عمر بن الخطاب: «ائذن لي يا رسول الله في قتله»، فقال: «لا، إنه قد شهد بدرًا، وإنك لا تدري، لعل الله قد اطّلع على أهل بدر فقال اعملوا ما شئتم، فإني غافر لكم»، ونزل في ذلك آية: ﴿يَا أَيُّهَا الَّذِينَ آمَنُوا لَا تَتَّخِذُوا عَدُوِّي وَعَدُوَّكُمْ أَوْلِيَاءَ تُلْقُونَ إِلَيْهِمْ بِالْمَوَدَّةِ وَقَدْ كَفَرُوا بِمَا جَاءَكُمْ مِنَ الْحَقِّ يُخْرِجُونَ الرَّسُولَ وَإِيَّاكُمْ أَنْ تُؤْمِنُوا بِاللَّهِ رَبِّكُمْ إِنْ كُنْتُمْ خَرَجْتُمْ جِهَادًا فِي سَبِيلِي وَابْتِغَاءَ مَرْضَاتِي تُسِرُّونَ إِلَيْهِمْ بِالْمَوَدَّةِ وَأَنَا أَعْلَمُ بِمَا أَخْفَيْتُمْ وَمَا أَعْلَنْتُمْ وَمَنْ يَفْعَلْهُ مِنْكُمْ فَقَدْ ضَلَّ سَوَاءَ السَّبِيلِ ۝١﴾ [الممتحنة:1].

## وفاته
توفي حاطب في المدينة المنورة سنة 30 هـ، وعمره 65 سنة، وصلى عليه عثمان بن عفان، وكان حاطب رجلاً حسن الجسم، خفيف اللحية، أجنأ به حَدْب، يميل إلى القِصَرْ، غليظ الأصابع، ولحاطب رواية للحديث النبوي عن النبي محمد ﷺ رواها عنه ابناه عبد الرحمن بن حاطب ويحيى بن حاطب وعروة بن الزبير، وقد ترك لبنيه عند وفاته 4,000 دينار ودراهم ودارًا.